# Erik Rudberg (militär)
Erik Natanael Rudberg, född 11 januari 1894 i Vånga församling, Östergötlands län, död 7 februari 1984 i Kungsholms församling, Stockholm, var en svensk militär.

## Biografi
Efter studentexamen i Norrköping 1913 blev Rudberg fänrik vid Smålands artilleriregemente 1917 och löjtnant 1919. Han genomgick Ridskolan 1919–1920. Rudberg erhöll transport till luftvärnet 1928, blev kapten 1931, major 1939, överstelöjtnant och chef för Sundsvalls luftvärnskår (Lv 5) 1942, överste i armén 1947 och överste vid luftvärnet senare samma år. Han var chef för Skånska luftvärnskåren (Lv 4) i Malmö 1951–1954.
Erik Rudberg var son till prosten Erik Rudberg. Han var gift med Carin Ribbing ur släkten Ribbing.

## Utmärkelser
- Riddare av Svärdsorden, 1937.[3]
- Kommendör av andra klassen av Svärdsorden, 6 juni 1951.[4]
- Kommendör av första klassen av Svärdsorden, 23 november 1955.[5]